# Kečua (jezična porodica)
Quechuan, jedna od najznačajnijih etnolingvističkih porodica južnoameričkih indijanskih jezika i naroda s andskog područja Perua, kao i susjednih država, gdje su se kroz povijest naseljavali ekspanzivnom politikom Inka. 
Quechúa Indijanci nastali su širenjem carstva Inka i jezičnom i kulturnom asimilacijom domorodačkih plemena što su živjela u tim krajevima. Mnoge skupine Indijanaca su kečuanizirane, kao što su bili stari Tallánes (Atalán), Chimú, dijelovi Aymará, Culli, Cañari, i drugi, plemena sjeverno, južno i istočno od njihovog glavnog staništa, i u džunglama podno planina Anda. Ova kečuanizacija se nastavlja i danas nad plemenima Zaparo, Puquinan i drugima. Pleme koje je širilo kulturu-ayllua i jezik quechua, danas nazivaju Quechua, ali oni se nisu tako zvali, ali znamo imena njihovih vladara, on je nosio titulu 'inca' i smatran je sinom sunca. Bog Sunce svog je sina Manco Capaca i njegovu ženu-sestru Mama Occlo (ili Mama Ocllo) postavio na otoku u jezeru Titicaca da osnuju i poduče ljude civilizaciji. Otada, a to je po pričanju današnjih Quechua bilo u 11. stoljeću, izvorni pripadnici Quechua nesmiljeno se šire andskim područjem i gutaju domorodačke populacije. Trinaest se Inca izredalo nakon pojave Manco Capaca, i kroz to su vrijeme izvršili prisilne seobe i akulturaciju domaćeg življa. Na govornom tlu Quechua samo na području Perua danas se govori čak 33 različita jezika koja nose ime quechua; 9 u Ekvadoru; 2 u Boliviji; 1 u Kolumbiji; 3 u Argentini; 1 u Čileu. Ovo nisu svi Quechua jezici. Neki od Quechua jezika nose imena po svojim plemenima, koja su uglavnom bila kečuanizirana, i danas ih vode pod Quechua. 
Planinsko poljodjelstvo, mnogobrojne vrste krumpira, quinoe, kukuruza, etc., i danas se uzgajaju kod planinskih Quechua. Njihovi preci umjetno su natapali svoja polja i gnojili ih guanom. Ljame i alpake Ajmare i Quechue i dan-danas drže, kao i njihovi preci.

## Etničke zajednice i plemena
Glavne etničke zajednice i plemena Quechua su: 
- Canelos
- Chachapoya
- Conchucos
- Inga
- Ingano
- Kayambi (Cayambe)
- Lamista (Lama, Lamaño)
- Otavalo
- Quijo
- Salasaca
- Saraguro

## Vanjske poveznice
- Ethnologue (14th)
- Ethnologue (15th)

Ethnologue (16th)
- Tree for Quechuan  Arhivirana inačica izvorne stranice od 9. travnja 2008. (Wayback Machine)